# Knights of the White Camelia

Knights of the White Camelia (en français : Les chevaliers du camélia blanc) est un groupe terroriste secret fondé en 1867 par un colonel de l'armée des États confédérés, Alcibiades DeBlanc (en). 

## Historique
Il s'agit d'un groupe présent dans les États du Sud des États-Unis, relativement similaire et associé au Ku Klux Klan, ou à la White League prônant la suprématie de la « race blanche » contre les Afro-Américains qui étaient très présents en tant qu'esclaves dans les États sudistes. À la fin de la guerre de Sécession, les Afro-Américains bénéficient des mêmes droits constitutionnels que les Blancs grâce à plusieurs amendements : le Treizième amendement de la Constitution des États-Unis du 6 décembre 1865 abolissant l'esclavage, le Quatorzième amendement de la Constitution des États-Unis de 1868, accordant la citoyenneté à toute personne née ou naturalisée aux États-Unis et interdisant toute restriction à ce droit, et le Quinzième amendement de la Constitution des États-Unis, de 1870, garantissant le droit de vote à tous les citoyens des États-Unis et par conséquent aux anciens esclaves.
En réaction, les Knights of the White Camelia s'opposent par tous les  moyens violents possibles (assassinats, attentats, viols, tortures, enlèvements, incendies d'écoles et d'églises afro-américaines) à l'application des droits constitutionnels des Afro-Américains et pouvoir mettre en place des lois ségrégationnistes.
Le groupe cesse ses activités vers 1870, ses membres rejoignant en partie d'autres organisations comme le Ku Klux Klan ou la White League. 
Lors du second Ku Klux Klan (1915-1944), George E. Deatherage (en) le refondera. 
Le mouvement continue d'exister de nos jours sous le nom de White Camelia Knights of the Ku Klux Klan,.